# Prestonia cogolloi
Prestonia cogolloi är en oleanderväxtart som beskrevs av J.F.Morales. Prestonia cogolloi ingår i släktet Prestonia och familjen oleanderväxter. Inga underarter finns listade i Catalogue of Life.